# سیارک ۳۲۳۵
سیارک ۳۲۳۵ (به انگلیسی: 3235 Melchior، نامگذاری:1981EL1) سه هزار و دویست و سی و پنجمین سیارک کشف شده‌است که در ۶ مارس ۱۹۸۱ کشف شد.
قدر مطلق سیارک برابر ۱۳٫۴۰ است.